# Дери, Пьер Сезар
Пьер Сезар Дери (фр. Pierre César Dery; 1768—1812) — французский военный деятель, бригадный генерал (1811), барон (1810), участник Революционных и Наполеоновских войн.

## Биография
Родился 2 февраля 1768 года в городке Сен-Пьер на Мартинике. Военную службу начал 4 марта 1780 года юнгой во французском флоте, 6 июля 1781 года был произведён в гардемарины на корвете «l’Elise».
В 1782 году Дери находился в Северной Америке и принимал участие в войне за независимость США, 13 сентября 1782 года Дери попал в плен к англичанам и некоторое время спустя был обменян.
17 июля 1786 года Дери оставил морскую службу и перешёл в армейскую кавалерию, с 8 октября 1788 года служил в Шампаньском конно-егерском полку (будущий 12-й).
С началом войны против первой коалиции сражается в рядах Северной армии. Так, 7 марта 1793 года он захватил два зарядных ящика и был дважды ранен пулями в бою при Сен-Тронде. В сражении при Флёрюсе он получил две сабельные раны и за отличие был произведён в лейтенанты, в сражении при Кацбахе 2 ноября 1794 года он захватил два неприятельских орудия.
В Итальянской кампании 1800 года Дери снова получил несколько ран и блестяще проявил себя в сражении при Тортоне, где в течение четырёх часов сдерживал наступление 2000 вражеских кавалеристов. Однако в сражении при Маренго Дери из-за ран остался на поле боя и был захвачен в плен. По освобождении, 22 сентября 1801 года он получил чин капитана 12-го конно-егерского полка, также он был награждён орденом Почётного легиона.
12 августа 1805 года Дери был назначен адъютантом Мюрата и в этом качестве совершил кампании 1805 года в Австрии и 1806 года в Восточной Пруссии. 10 февраля 1806 года произведён в командиры эскадрона. Участвовал в сражении при Шлайце 9 октября, и 1 ноября при Вольгасте.
30 декабря 1806 года получил звание полковника, и возглавил 5-й гусарский полк, входивший в состав «Адской бригады». Ранен 4 февраля ударом пики во время атаки своего полка в сражении при Вальтерсдорфе. Отличился в сражении с русскими войсками при Гейльсберге, где получил свою очередную боевую рану.
По выздоровлении Дери с 12 октября 1808 года служил в Германии под начальством Пажоля, а 20 сентября 1809 года он с чином бригадного генерала перешёл на службу в армию Неаполитанского королевства.
3 мая 1810 года Дери получил от Наполеона титул барона Французской империи, 6 августа 1811 года вернулся во французскую армию с производством в бригадные генералы.
В 1812 году Дери командовал 1-й бригадой лёгкой кавалерии дивизии Себастьяни и в рядах Великой Армии совершил поход в Россию. Принимая участие во всех основных сражениях русской кампании Дери был ранен в бою под Островно и 18 октября был убит в авангардном бою у Тарутинского лагеря. Тело его отыскать не удалось.
Впоследствии имя Дери было выбито на Триумфальной арке в Париже.

## Воинские звания
- Бригадир-фурьер (8 октября 1791 года):
- Сержант (1 января 1793 года);
- Младший лейтенант (1 июля 1793 года);
- Лейтенант (19 февраля 1794 года);
- Капитан (22 сентября 1801 года);
- Командир эскадрона (10 февраля 1806 года);
- Полковник (30 декабря 1806 года);
- Бригадный генерал неаполитанской службы (20 сентября 1809 года);
- Бригадный генерал (6 августа 1811 года).

## Титулы
- Барон Дери и Империи (фр. baron Dery et de l'Empire; декрет от 19 марта 1808 года, патент подтверждён 3 мая 1810 года)[1].

## Награды
Легионер ордена Почётного легиона (18 декабря 1803 года)
 Офицер ордена Почётного легиона (14 мая 1807 года)
 Кавалер вюртембергского ордена Воинской Доблести (29 июня 1807 года)
- Ежегодная дотация в 10 000 франков с Вестфалии (17 марта 1808 года).